# Réunion secrète du 20 février 1933

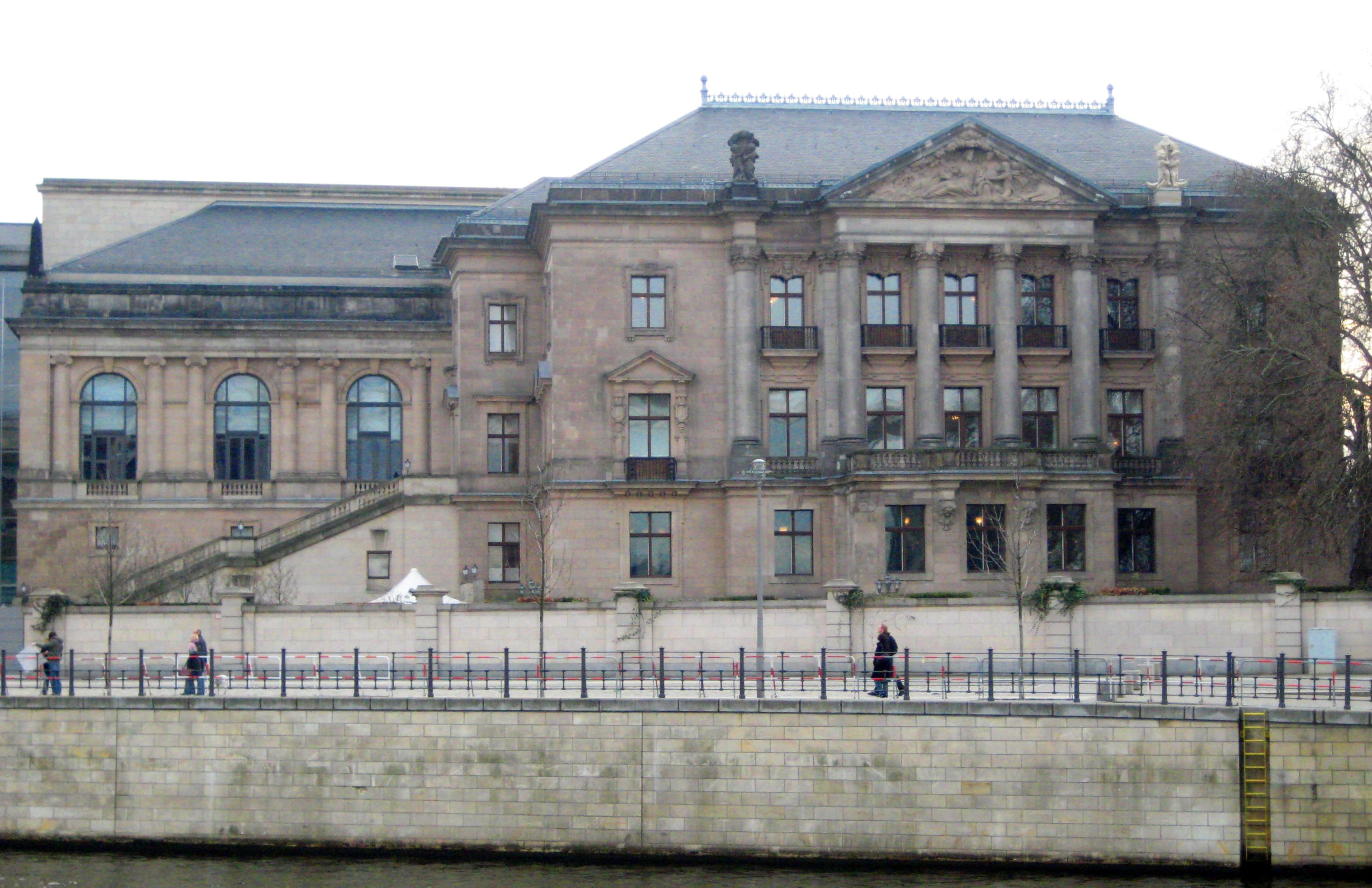
Le Palais présidentiel du Reichstag, le bâtiment où la réunion a eu lieu

La réunion secrète du 20 février 1933 (allemand : Geheimtreffen vom 20. Februar 1933) était une réunion secrète organisée entre Adolf Hitler et 20 à 25 industriels à la résidence officielle du président du Reichstag Hermann Göring à Berlin. Son but était de récolter des fonds pour la campagne électorale du parti nazi.
Les élections allemandes devaient avoir lieu le 5 mars 1933. Le parti nazi voulait obtenir la majorité des deux tiers pour adopter la loi des pleins pouvoirs et souhaitait lever trois millions de Reichsmark pour financer la campagne. Cette réunion et l'Industrielleneingabe, sont utilisées comme preuves pour soutenir l'idée que les grandes entreprises ont joué un rôle central dans l'ascension du parti nazi.

## Intervenants
La réunion a été suivie par les représentants d'entreprises suivants :
1. Ernst Brandi, président de Bergbauverein
2. Karl Büren, directeur général de Braunkohlen- und Brikettindustrie AG, membre du conseil d'administration de Deutschen Arbeitgeberverbände.
3. August Diehn (de), membre du conseil d'administration de Wintershall AG.
4. Ludwig Grauert (de).
5. Günther Heubel (de), directeur général de C. TH. Heye Braunkohlenwerke AG, membre du conseil d'administration de Deutschen Arbeitgeberverbände.
6. Gustav Krupp von Bohlen und Halbach.
7. Hans von und zu Loewenstein, membre exécutif de Bergbauverein.
8. Fritz von Opel, membre du conseil d'administration d'Adam Opel AG.
9. Günther Quandt, grand industriel, nommé plus tard chef de l'économie de l'armement (Wehrwirtschaftsführer)
10. Wolfgang Reuter (de), directeur général de Demag, président de Verband Deutscher Maschinen- und Anlagenbau (de), membre présidentiel de Reichsverbands der Deutschen Industrie.
11. August Rosterg (de), directeur général de Wintershall AG.
12. Hjalmar Schacht, ancien président de la Reichsbank, membre du cercle Keppler, futur ministre de l'Économie du Troisième Reich ;
13. Georg von Schnitzler, membre du conseil d'IG Farben.
14. Eduard Schulte, directeur général de Giesches Erben, Zink und Bergbaubetrieb.
15. Fritz Springorum (de), Hoesch AG (de).
16. Hugo Hermann Stinnes (de), membre du conseil d'administration du Reichsverband der Deutschen Industrie, membre du conseil de surveillance du Syndicat rhénan-westphalien du charbon.
17. Ernst Tengelmann, PDG de Gelsenkirchener Bergwerks AG.
18. Albert Vögler, PDG de Vereinigte Stahlwerke AG
19. Ludwig von Winterfeld (de), membre du conseil d'administration de Siemens & Halske AG et Siemens-Schuckertwerke AG.
20. Wolf-Dietrich von Witzleben (de), chef de cabinet de Carl Friedrich von Siemens.

Selon l'historien Gerald Feldmann étaient également présents :
- Kurt Schmitt, membre du conseil d'administration d'Allianz AG
- August von Finck, qui a siégé à de nombreux conseils et comités d'entreprise.

Georg von Schnitzler a déclaré dans sa déclaration du 10 novembre 1945 devant le Bureau du Chief of Counsel for Prosecution of Axis Criminality que Paul Stein (ingénieur) (de), président de Gewerkschaft Auguste Victoria, une mine appartenant à IG Farben, et membre du Parti populaire allemand était également présent à la réunion.

## Suite d'événements
Hermann Göring a d'abord prononcé un bref discours dans lequel il a souligné l'importance de la campagne électorale en cours. Puis Hitler est apparu et a prononcé un discours de quatre-vingt-dix minutes. Il a fait l'éloge du concept de propriété privée et a soutenu que le parti nazi serait le seul salut de la nation contre la menace communiste. La base du parti nazi est l'idée nationale et le souci des capacités de défense de la nation. La vie est une lutte continue et seuls les plus aptes peuvent survivre. Parallèlement, seule une nation militairement apte pouvait prospérer économiquement.

Dans son discours, Hitler a déclaré la démocratie coupable de la montée du communisme. Voici des extraits traduits de ce qui reste de son discours :
L'entreprise privée ne peut pas être maintenue à l'ère de la démocratie […]

 Nous sommes aujourd'hui confrontés à la situation suivante. Le gouvernement de Weimar nous a imposé un certain ordre constitutionnel par lequel il nous a mis sur une base démocratique. Cependant, nous n'étions pas pourvus d'une autorité gouvernementale capable. Au contraire, pour les mêmes raisons pour lesquelles je critiquais auparavant la démocratie, il était inévitable que le communisme, dans une mesure toujours plus grande, pénètre dans l'esprit du peuple allemand. […]

 Deux fronts se sont ainsi dessinés qui nous mettent au choix : soit le marxisme dans sa forme la plus pure, soit l'autre camp.
Alors Hitler a déclaré qu'il avait besoin d'un contrôle total de l'État pour écraser le communisme :
Nous devons d'abord acquérir un pouvoir complet si nous voulons écraser complètement l'autre côté. [...] En Prusse, nous devons encore gagner 10 sièges supplémentaires, et dans le Reich proprement dit, 33 autres. Ce n'est pas impossible si nous déployons toutes nos forces. Alors, seulement, commence la seconde action contre le communisme.
Après le discours d'Hitler, Krupp a exprimé ses remerciements aux participants et a mis un accent particulier sur l'engagement envers la propriété privée et les capacités de défense de la nation. Hitler a ensuite quitté la réunion. Göring a prononcé un bref discours dans lequel il a souligné le vide des fonds de campagne du parti nazi et a demandé aux messieurs présents d'aider à remédier à cette pénurie. Puis Göring est parti et Hjalmar Schacht a pris la parole. Schacht a demandé trois millions de Reichsmark.[réf. nécessaire]
L'argent a été libellé au nom de « Nationale Treuhand, le Dr Hjalmar Schacht » et déposé à la Banque de Delbrück Schickler & Co. Une déclaration du procès IG Farben a indiqué qu'un total de 2 071 000 Reichsmark avait été payé. L'argent est ensuite allé à Rudolf Hess qui l'a transféré à Franz Eher Nachfolger.[réf. nécessaire]

## Événements ultérieurs
Joseph Goebbels qui avait écrit la veille de la réunion dans son journal, décrivant l'humeur dépressive à son siège de Berlin en raison du manque de fonds, a écrit le lendemain le jour de la réunion :
Göring apporte la joyeuse nouvelle que trois millions sont disponibles pour l'élection. Bonne chose! J'alerte immédiatement tout le service de propagande. Et une heure plus tard, les machines grincent. Maintenant, nous allons lancer une campagne électorale. . . Aujourd'hui, le travail est amusant. L'argent est là.
Les circonstances ultérieures ont été favorables au NSDAP, de sorte qu'il a pu faire des gains significatifs lors des élections au Reichstag du 5 mars 1933. Aussi surprenant que cela ait été pour de nombreux observateurs, ils n'ont pas réussi à obtenir la majorité absolue. La conclusion réelle de ce développement, qui a été soutenue de manière centrale par la réunion et les paiements qui en ont résulté, a été lorsque le chancelier Hitler a pris le pouvoir avec la loi allemande des pleins pouvoirs de 1933 qui a autorisé son gouvernement à promulguer des lois sans l'approbation du Reichstag. Dans une lettre de Krupp à Hitler datée du 24 mars 1933, l'Association de l'industrie allemande du Reich a salué le résultat des élections en ces termes :
Les élections ont jeté les bases d'une base stable de gouvernement, supprimant les perturbations résultant des hésitations politiques constantes du passé, qui ont gravement paralysé l'initiative économique.
et expliqué :
L'Association de l'industrie allemande du Reich - en tant que représentant économique et politique - fera tout pour aider le gouvernement du Reich dans son travail difficile.

## Contributions
Le total des contributions versées au parti nazi s'est élevé à 2 071 000 Reichsmark. Ci-dessous la somme est ventilée par transaction.
| Date        | Déposant                                                        | Somme                 |
| ----------- | --------------------------------------------------------------- | --------------------- |
| 23 février  | Bergbauverein                                                   | 200 000 reichsmarks   |
| 24 février  | Karl Hermann                                                    | 150 000 reichsmarks   |
| 24 février  | Automobil-Ausstellung, Berlin                                   | 100 000 reichsmarks   |
| 25 février  | Réal. A. Steinke                                                | 200 000 reichsmarks   |
| 25 février  | Demag                                                           | 50 000 reichsmarks    |
| 27 février  | Telefunken                                                      | 35 000 reichsmarks    |
| 27 février  | Osram                                                           | 40 000 reichsmarks    |
| 28 février  | IG Farben                                                       | 400 000 reichsmarks   |
| 1 mars      | Hjalmar Schacht                                                 | 125 000 reichsmarks   |
| 3 mars      | Réal. Karl Lange, Industrie de l'ingénierie                     | 50 000 reichsmarks    |
| 3 mars      | Bergbauverein                                                   | 100 000 reichsmarks   |
| 3 mars      | Karl Herman, Berlin Dessauer Str.                               | 150 000 reichsmarks   |
| 3 mars      | AEG                                                             | 60 000 reichsmarks    |
| 7 mars      | Fritz Springorum                                                | 36 000 reichsmarks    |
| 7 mars      | Accumulatorenfabrik AG, Berlin (Propriétaire : Günther Quandt ) | 25 000 reichsmarks    |
| 13 mars     | Bergbauverein                                                   | 300 000 reichsmarks   |
| Solde final | Solde final                                                     | 2 071 000 reichsmarks |

Selon des chercheurs, dont Kurt Pätzold, cette réunion apporte une preuve supplémentaire du financement du parti nazi par les grandes entreprises. D'un autre côté, l'historien Henry Ashby Turner a souligné que les contributions n'étaient pas entièrement volontaires, désignant cette réunion comme une « étape importante : la première contribution matérielle importante des organisations de la grande entreprise à la cause nazie ».

L'historien britannique Adam Tooze écrit cependant :
La réunion du 20 février et ses suites sont les exemples les plus notoires de la volonté des grandes entreprises allemandes d'aider Hitler à établir son régime dictatorial. La preuve ne peut être esquivée.

## Dans la fiction
L'Ordre du jour est un roman de l'écrivain français Éric Vuillard traitant de cet événement.